# North Lismore
North Lismore är en ort i Australien. Den ligger i kommunen Lismore Municipality och delstaten New South Wales, i den sydöstra delen av landet, omkring 600 kilometer norr om delstatshuvudstaden Sydney. Orten hade 754 invånare år 2021.
Närmaste större samhälle är Lismore, nära North Lismore.